# Wish Bone
Wish Bone eller Akif är en amerikansk rappare och medlem i rapgruppen Bone Thugs-N-Harmony. Han föddes 17 februari 1975 i Cleveland Ohio. Han kallas ibland även för Straight Jacket och Big Wish. Wish Bone har även medverkat på Mo Thugs Familys album. Han grundade Thugline Records tillsammans med Krayzie Bone.

## Familj
Wish Bone är kusin till Steven "Layzie Bone" Howse och Stanley "Flesh-n-Bone" Howse och de är också medlemmar i gruppen Bone Thugs N Harmony. Han har en son som heter Charles "Lil' Wish" Scruggs III och en dotter som heter Minnie.